# 丁锦辉 (轮椅网球运动员)
丁锦辉（1989年2月3日—），广东人，中国男子轮椅网球运动员。他代表中国队参加2024年夏季残疾人奥林匹克运动会。